# Pueblo ntungwa
El pueblo ntungwa tuvo origen en un conjunto de clanes ngunis que migraron desde el sudeste de la región de Tranvaal y tras separarse del grupo mayor se asentaron durante el siglo XVII en el valle del Pongolo, Sudáfrica.Durante más de un siglo compartieron territorios con clanes ngunis como los ngwane, los dlamini y hlubi.  
Se organizaban por clases de edad.Hablaban la lengua ntungwa.
Cuando en el siglo XIX la Confederación Ndwandwe comenzó a expandirse fueron integrados a la misma.El mestizaje con otros pueblos ngunis de la confederación ndwandwe, casos de clanes parientes como los nguni-embo, tonga y sotho terminó por desfallecer su identidad étnica e integrarlos en otras emergentes que perduraron como es el caso de las etnias ngwane, abatewa, zulú, xhosa y ndebelé.
Otros estudios especulan que los ntungwas, como los mbo y 'tonga-nguni fueron  jefaturas cuyas tradiciones fueron aniquiladas durante las guerras anglo-zulú.El mismo estudio señala que aún quedaban comunidades ntungwa a comienzo del último tercio del siglo XX.